# Efringen-Kirchen
Efringen-Kirchen est une commune allemande du Bade-Wurtemberg, située dans l'arrondissement de Lörrach. Depuis 1974 elle est formée de neuf localités dont Istein et Huttingen, ou encore Mappach.

## Histoire
Istein appartenait à l'Évêque de Bâle depuis 1065. En 1200, l'Évêque de Bâle fit construire un cloître pour Bénédictins de l'ordre clunisien qui restera modeste jusqu'à sa sécularisation en 1803, avec à sa tête un prévôt,. Le 11 novembre 1409, jour de la Saint-Martin, parce que le nouveau châtelain qui détenait en fief de l'Évêque un des deux châteaux d'Istein eut le malheur d'avoir pris le parti des Autrichiens, les Bâlois aidés de Bernois et de Soleurois (5 000 au total) s'emparèrent des deux châteaux d'Istein situés à flanc de coteau et au sommet du rocher d'Istein pour en laisser qu'une garde de quinze hommes. Après s'en être vu confirmés dans leurs droits stratégiques en 1411, les citadins bâlois firent raser les deux châteaux à hauteur d'homme et emportèrent les meilleures pierres des tours pour construire le Riehentor au Petit-Bâle. En 1435, l'Évêque reprend les ruines d'Istein qui avec sa commune jumelle de Huttingen resteront principautois jusqu'au 12 décembre 1802, pareil à la Seigneurie de Schliengen, à laquelle Istein finit par être incorporée. La crosse épiscopale rouge a été reprise correctement dans les nouvelles armoiries d'Efringen-Kirchen.
En 2014, Istein a fêté le 875e anniversaire de sa première mention dans la bulle papale du 14 avril 1139.

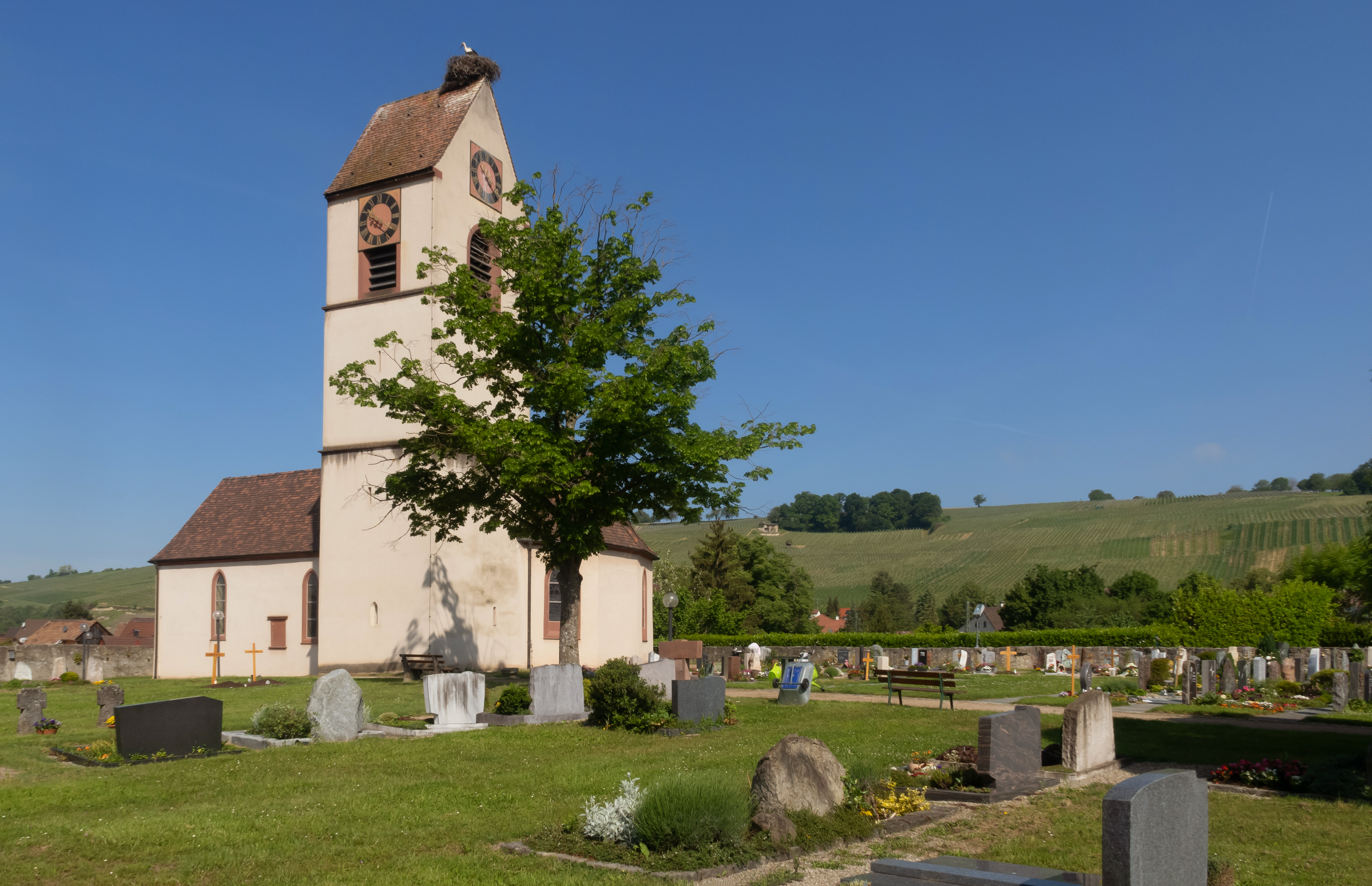
Efringen, l'église protestante

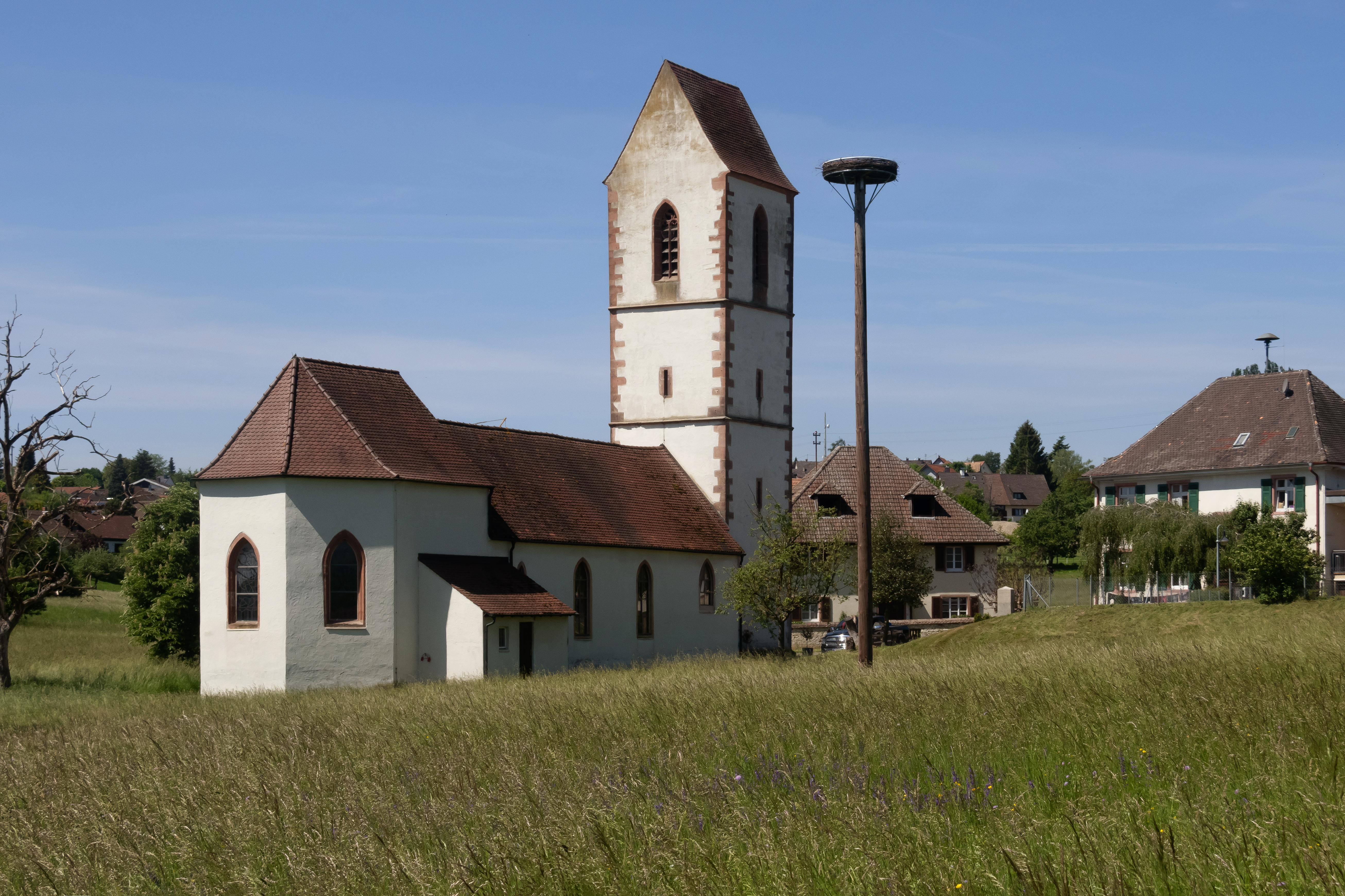
Blansingen, l'église (Peterskirche)

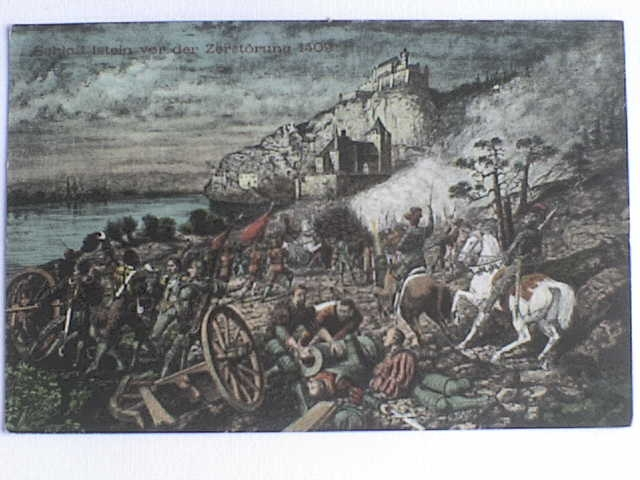
Châteaux d'Istein en 1409 avant leurs destructions.

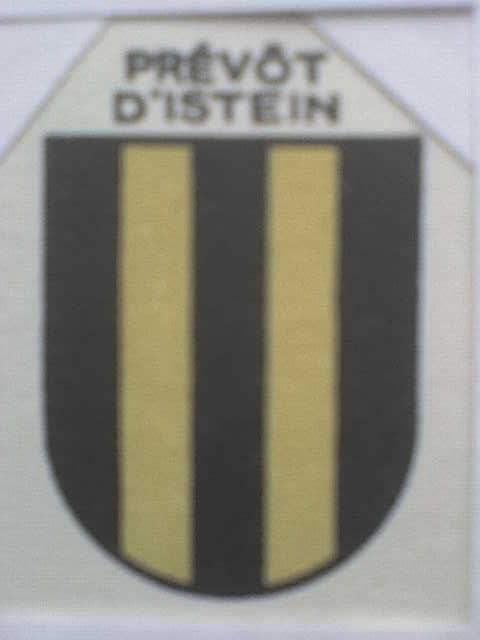
Armoiries des États de l'Évêché de Bâle.